# Wielki McGinty
Wielki McGinty (ang. The Great McGinty) – amerykański film z 1940 roku w reżyserii Prestona Sturgesa.

## Obsada
- Brian Donlevy - Daniel McGinty
- Muriel Angelus - Catherine McGinty
- Akim Tamiroff - szef
- Allyn Joslyn - George
- William Demarest - Skeeters
- Louis Jean Heydt - Tommy Thompson
- Harry Rosenthal - Louie
- Arthur Hoyt - Mayor Wilfred T. Tillinghast
- Libby Taylor - Bessy